# 빌라르페로사

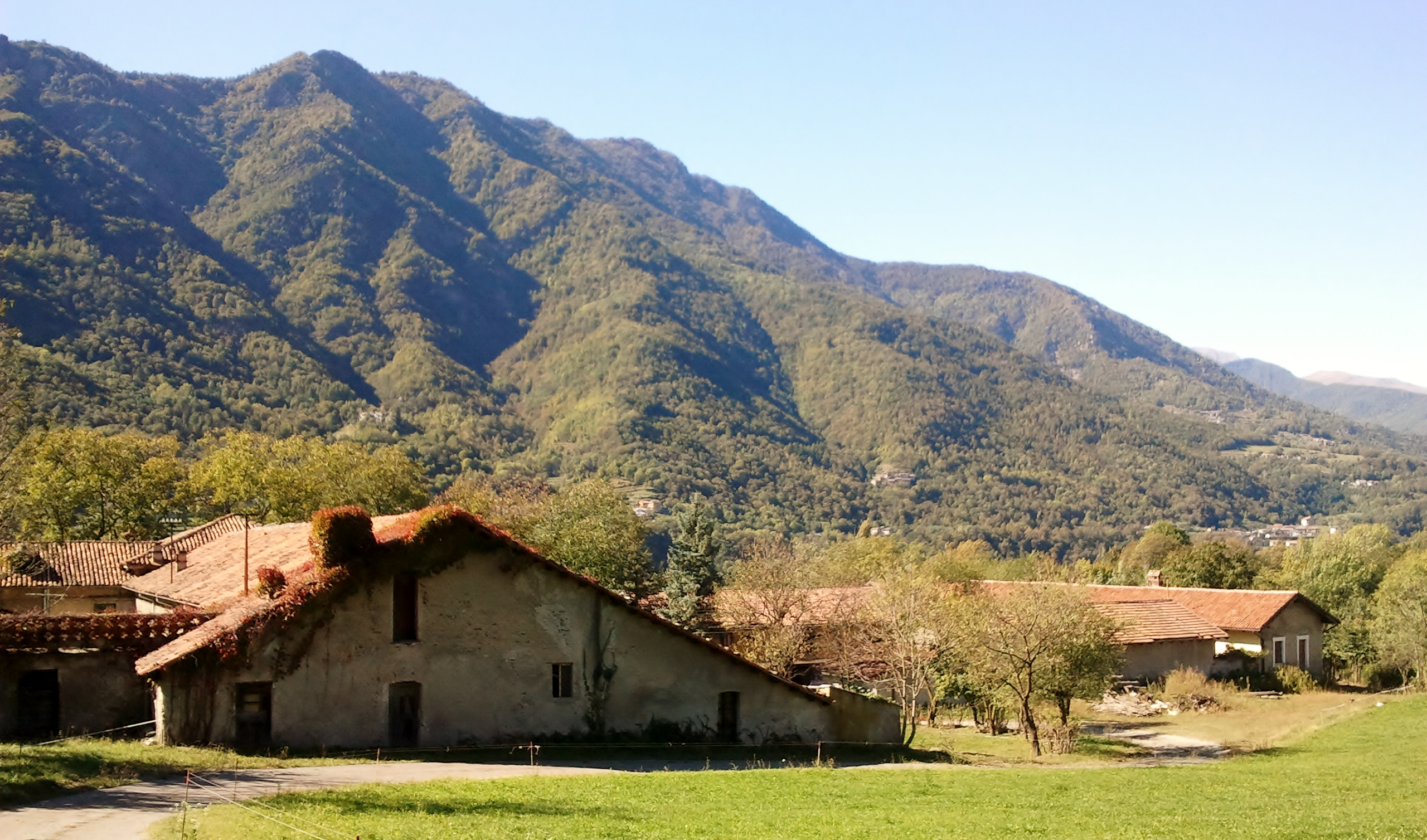

빌라르페로사(Villar Perosa)는 이탈리아 피에몬테주 토리노 광역시의 코무네이다. 토리노에서 남서쪽으로 약 40킬로미터 지점에 위치해 있다.
한때는 주로 농업의 중심지였으나 지금은 2개의 SKF 플랜트와 ZF Sachs 중 한 곳이 위치한 산업 허브이다.
피아트가의 재산이 이곳에 위치해 있기 때문에 이 지역은 피아트가와 관련이 있다.

## 자매 도시
- 이탈리아 피초니